# Yaraslau Shyla
 Yaraslau Shyla  (nacido el 5 de marzo de 1993 (32 años)) es un tenista profesional bielorruso.

## Carrera
Su mejor ranking individual es el N.º 591 alcanzado el 14 de julio de 2014, mientras que en dobles logró la posición 308 el 14 de julio de 2014.
No ha logrado hasta el momento títulos de la categoría ATP ni de la ATP Challenger Tour, aunque sí ha obtenido varios títulos Futures tanto en individuales como en dobles.